# Woensdrecht
Woensdrecht est une commune et un village des Pays-Bas de la province du Brabant-Septentrional.

## Localités
- Hoogerheide (9 000 habitants)
- Ossendrecht (5 300 habitants)
- Putte (3 860 habitants)
- Huijbergen (2 180 habitants)
- Woensdrecht (1 470 habitants)